# Rediviva rufipes
Rediviva rufipes är en biart som först beskrevs av Heinrich Friese 1913.  Rediviva rufipes ingår i släktet Rediviva och familjen sommarbin. Inga underarter finns listade i Catalogue of Life.